# 近場通訊

NFC的標誌

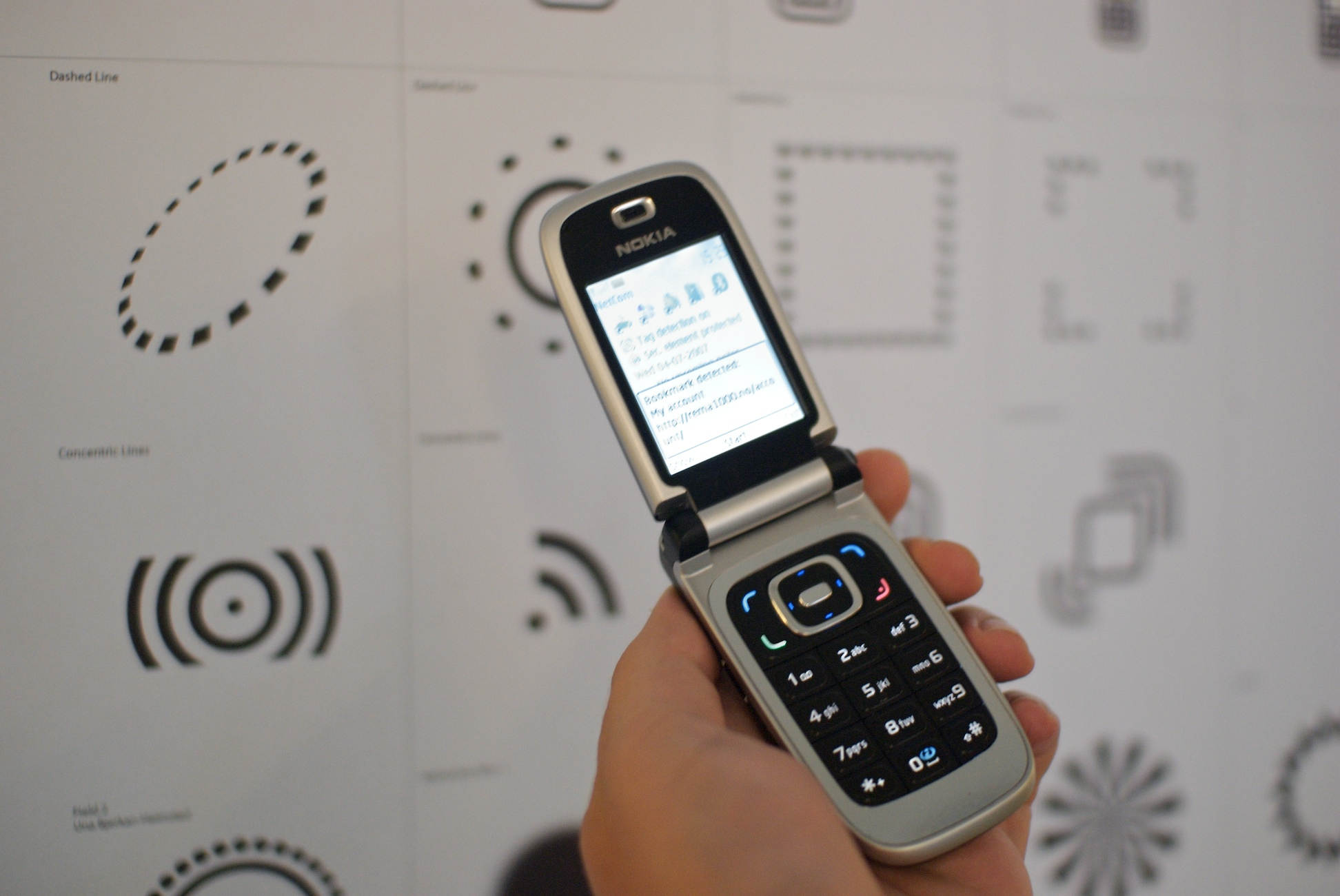
一部內置NFC的手机在与SmartPoster通信

近場通訊（英語：Near-field communication），又稱感應通訊、近距離無線通訊、近距離通訊，是一套通訊協定，讓兩個電子裝置，例如手機Samsung Pay在相距幾公分之內進行通訊。
NFC如同過去的電子票券智慧卡一般，允許行動支付取代或支援這類系統。NFC應用於社群網路，分享聯絡方式、照片、影片或檔案。具備NFC功能的裝置可以充當電子身分證和鑰匙卡。NFC提供了設定簡便的低速連接，也可用於引導能力更強的無線連接。

## 概述
近場通訊技術由非接觸式射頻識別（RFID）演變而來，由飞利浦半导体（现恩智浦半导体）、諾基亞和索尼共同於2004年研製開發，其基礎是RFID及互連技術。近場通訊是一種短距高頻的無線電技術，在13.56MHz頻率運行於20公分距離內。其傳輸速度有106Kbit/秒、212Kbit/秒或者424Kbit/秒三種。目前近場通訊已通過成為ISO/IEC IS 18092國際標準、ECMA-340標準與ETSI TS 102 190標準。NFC採用主動和被動兩種讀取模式。
每一個完整的NFC裝置可以用三種模式工作：
- 卡模拟模式（Card emulation mode）：这个模式其实就是相当于一张采用RFID技术的IC卡[6]。可以替代现在大量的IC卡（包括信用卡）场合商场刷卡、IPASS、门禁管制、车票、门票等等。此种方式下，有一个极大的优点，那就是卡片通过非接触读卡器的RF域来供电，即便是寄主设备（如手机）没电也可以工作。NFC裝置若要進行卡片模擬（Card Emulation）相關應用，則必須內建安全元件（Security Element, SE）之NFC晶片或通过软件实现主机卡模拟(Host Card Emulation，HCE)。

- 读卡器模式（Reader/Writer mode）：作为非接触读卡器使用，比如从海报或者展览信息电子标签上读取相关信息。

- 点对点模式（P2P mode）：这个模式和红外線差不多，可用于数据交换，只是传输距离较短，传输建立速度較快，传输速度也快些，功耗低（蓝牙也类似）。将两个具备NFC功能的设备链接，能实现数据点对点传输，如下载音乐、交换图片或者同步设备地址薄。因此通过NFC，多个设备如数位相机、PDA、计算机和手机之间都可以交换资料或者服务。

## 与藍牙的比较
|            | NFC            | 藍牙              | 低功率藍牙     |
| RFID兼容   | ISO 18000-3    | active            | active         |
| 標準化機構 | ISO/IEC        | Bluetooth SIG     | Bluetooth SIG  |
| 網絡標準   | ISO 13157 etc. | IEEE 802.15.1     | IEEE 802.15.1  |
| 網絡類型   | Point-to-point | WPAN              | WPAN           |
| 加密       | not with RFID  | available         | available      |
| 範圍       | < 0.2 m        | ~10 m (class 2)   | ~1 m (class 3) |
| 頻率       | 13.56 MHz      | 2.4-2.5 GHz       | 2.4-2.5 GHz    |
| Bit rate   | 424 kbit/s     | 2.1 Mbit/s        | ~1.0 Mbit/s    |
| 設定程序   | < 0.1 s        | < 6 s             | < 0.006 s      |
| 功耗       | < 15mA (read)  | varies with class | < 15 mA (xmit) |

NFC和藍牙都是短距离通信技術，而且都整合到行動電話。但NFC不需要複雜的設定程序。NFC也可以简化蓝牙连接。
NFC略勝藍牙的地方在於設定程序較短，但無法達到低功率蓝牙（Bluetooth Low Energy）的傳輸速率。在两台NFC设备相互连接的设备识别过程中，使用NFC来替代人工设置会使建立连接的速度大大加快：少于十分之一秒。NFC的最大資料傳輸量424 kbit/s遠小於Bluetooth V2.1（2.1 Mbit/s）。雖然NFC在傳輸速度與距離比不上藍牙（小于20 cm），但相应可以减少不必要的干扰。这让NFC特别适用于设备密集而传输变得困难的时候。
相对于蓝牙，NFC兼容于现有的被动RFID（13.56 MHz ISO/IEC 18000-3）设施。NFC的能量需求更低，与蓝牙V4.0低功耗协议类似。当NFC在一台无供电的设备（比如一台关机的手机，非接触式智能信用卡，或是智能海报）上工作时，NFC的能量消耗会要大于低功率藍牙V4.0。
對於行動電話或是行動消費性電子產品來說，NFC的使用比較方便。NFC的短距離通訊特性正是其優點，由於耗電量低、一次只和一台機器連結，擁有較高的保密性與安全性，NFC有利於信用卡交易時避免被盜用。NFC的目标并非是取代蓝牙等其他无线技术，而是在不同的场合、不同的领域起到相互补充的作用。

## 可利用NFC通訊的作業系統與軟體

### Android
- Android Beam
  - 由Google及OHA製定，利用內建NFC晶片、並使用Android作業系統的裝置間互相通訊、傳輸網址、Google地圖資訊、聯絡人資訊（vCard）或圖片。此功能限定Android 4.0以上的裝置才可使用。[7]

- S Beam
  - 由Samsung製作，目前僅內建於部分Samsung生產的Android裝置上，當兩隻內建S Beam的手機利用NFC通訊後，便會開啟Wi-Fi Direct功能進行高速傳輸，甚至可傳輸大容量的音樂、影片檔案[8]。與其功能類似的軟體如Majed Alhajry製作的Super Beam[9]。

### Windows Phone 8
- 輕觸+傳送
  - 適用於內建NFC功能的Windows Phone 8裝置，可利用NFC與藍牙功能傳輸網址、圖片、影片或聯絡人資料。[10][11]

### Windows 10 Mobile
- 輕觸+傳送
  - 適用於內建NFC功能的Windows 10 Mobile裝置，可利用NFC與藍牙功能傳輸網址、圖片、影片、聯絡人資料和文件。

### Windows 8和Windows 8.1
- 輕觸並傳送
  - 部分發售的Windows 8筆記型電腦內建NFC功能，[12]使其能與其他Windows 8/8.1/10筆記型電腦、行動裝置進行通訊。[13]

### Windows 10
- 輕觸並傳送
  - 部分發售的Windows 10或windows8/8.1升级的筆記本電腦内置NFC功能，使其能與其他Windows 8/8.1/10筆記型電腦、移动设备進行通訊。

### iOS
- Apple Pay
  - 自 2014 年首次支持 NFC 功能的 iPhone 6 发布。由首次支持直至 2019 年，iPhone 的 NFC 功能仅可用于 Apple Pay。但自 2019 年 iOS 13 发布后，Apple 开放了 iPhone 的 NFC 标签读取与写入功能，可搭配 快捷指令 完成自动化操作。

## 商務應用

### 台湾
- Samsung Wallet和Samsung Pay 悠遊卡： 由台灣三星電子與悠遊卡公司合作發行。Samsung Wallet悠遊卡／Samsung Pay悠遊卡無論在乘坐交通工具或進行小額消費，可直接感應、免滑開螢幕、免解鎖，普通卡、學生卡皆適用，還可於線上進行信用卡加值及線上購買定期票，享受安全加值及支付的便利性。Samsung Wallet將悠遊卡服務整合加入，卡片資訊可透過Samsung Wallet的App快速下載，透過NFC直接感應付款。可實現線上加值、快速感應付款、開通多元卡種，及購買定期月票等功能。

- 電子機票：利用手機的NFC功能結合電子機票身分證明以感應方式辦理登機，取代紙本傳統機票，目前尚在測試階段。

- Hami智慧錢包：由國泰世華銀行、中華電信與萬事達卡合作，結合PayPass技術、NFC、OTA、高安全性的SWP-SIM卡與Hami智慧錢包的密碼保護，提供消費者在擁有PayPass付款機制的商店進行消費，付款單筆上限為新台幣3000元。已於2013年下半年度正式發行。[14]

- NFC手機一卡通：由一卡通票證公司與中華電信合作，將一卡通服務導入手機NFC應用，成為台湾首張NFC手機交通票證，不但可使用NFC手機搭乘捷運，也能透過手機隨時查詢票卡餘額或交易紀錄，卡片資訊亦能透過空中下載至手機SIM卡，即使更換手機也能繼續使用，2013年7月已正式推出。 [15]

- 無卡存提款：透過手機NFC功能感應ATM來達到無需金融卡即可進行存款、提款的動作，目前[何时？]有台新銀行、中國信託提供服務[16]。

### 香港
- 八達通行動電話卡（Octopus Mobile SIM）：八達通卡有限公司宣佈由2013年10月10日起聯同電訊盈科流動通訊推出八達通行動電話卡。此服務目前支援20款Sony、10款LG、15款Samsung及5款HTC智能手機[17]，八達通行政總裁張耀堂表示會繼續測試其他手機及與其他電訊商商討合作[18][19]。用戶只需將八達通行動電話卡插入手機，並將手機NFC之收發器放於收費器上，與一般八達通卡使用方法無異，但並不能於八達通增值機增值。

- 恒生Mobile Payment服務：恒生銀行聯同電訊盈科流動通訊推出Mobile Payment服務，持有恒生銀行萬事達卡之電訊盈科流動通訊用戶，即可到電訊盈科流動通門市更換NFC SIM卡。[20]

- Tap&Go拍住賞：由香港電訊提供的電子支付服務，香港電訊、CSL及Sun Mobile用戶可到門市更換NFC SIM卡。

### 中国大陆
- 银联闪付（Quick Pass）：闪付是中国银联推出的一种非接触式支付方式，基于NFC HCE卡模拟技术，可以在无卡情况下使用支持NFC的手机完成小额交易，目前在中国大陆已经应用在包括餐饮、零售、公共交通等多领域。苹果Apple Pay在中国大陆区的交易方式便是采取闪付通道完成的。[21]
- 交通联合虚拟卡
- 亿通行Pay·秒通卡：亿通行为北京地铁官方的单程票互联网票务客户端，2021年6月28日启用NFC[22]
- 支付宝碰一下支付：基于手机内置的NFC技术，通过传感器与商家设备进行交互后完成交易，无需打开付款码[23]。

## 手机支付
- Apple Pay
  - Apple Pay 是蘋果公司的行動支付和電子現金服務，讓消費者可使用該公司推出的iPhone（iPhone 6 或更新機型）、Apple Watch 相容的行動裝置（iPhone 5 或更新機型配對使用 Apple Pay）和 iPad（iPad Air 2、iPad mini 3、iPad Pro 或更新機型）等行動裝置來進行款項支付。Apple Pay 不需使用特殊的非接觸型終端裝置，可與 VISA 的 payWave、萬事達卡的 Contactless、中國銀聯的雲閃付以及美國運通的 ExpressPay 直接相容。在初期 Apple Pay 僅限於美國地區使用。
- Google Pay
  - 专为Android手机设计的手机支付软件，其采用了NFC科技进行无卡付款。Android KitKat 4.4 或更高版本支援NFC功能的手机，到Play商店下载“Google Pay”应用程式，加入信用卡或金融卡，开启NFC功能，将手机屏幕解锁后轻碰在POS机的NFC解读器即可进行付款。
  - 目前支援国家或地区：美國、英國、新加坡、澳洲、香港、波蘭、紐西蘭、愛爾蘭、日本、比利時、俄羅斯、台灣、韓國。
- Samsung Pay
  - 专属Samsung手机的无卡支付软件，它也类似 Google Pay，不过其特色是支援MST（磁信号安全传输）支付，其类似所有支付卡的黑色磁条的磁信号，因此它支援所有POS机，无论传统POS机或新型POS机。
  - 目前支援国家或地区：韩国、美国、香港、中国（闪付）、西班牙、澳洲、波多黎各、新加坡、巴西、台灣、俄罗斯和马来西亚。（目前有些国家进行测试，并开放给支援的手机用户参与。）
  - 在台灣，部分較新的Samsung手機能夠使用悠遊卡功能，其使用方法與範圍與一般悠遊卡無異，例如大眾運輸系統與小額支付[24]。
- 华为支付
  - 华为支付（英語：Huawei Pay）是华为终端设备的移动支付和电子钱包服务，集成在华为钱包应用中，可以应用在公交出行、绑定银行卡支付、HUAWEI AI PASS、电子证件等。[25]
- 小米支付
  - 小米支付（英語：Mi Pay）是小米科技的一種基於NFC技術的行動支付服務。使用支援小米支付的小米手機，可直接在支援NFC的读取器以及银行卡、交通卡读取器上直接接触使用。截止至2018年4月，小米支付的支援範圍仍限於中國大陸（但交易範圍不限於中國大陸）。

## 外部連結
- ISO/IEC 18092:2004标准 （页面存档备份，存于）
- NFC TIMES （页面存档备份，存于）
- Open source NFC Eclipse plugin （页面存档备份，存于）